# Sintaxe espacial

Mapa axial de integração para a cidade de Brasília As cores mostram a integração global de diferentes vias, medindo a acessibilidade de uma linha em relação ao sistema inteiro. As cores mais quentes indicam maior integração, e as mais frias, maior segregação.

A sintaxe espacial é um conjunto de teorias e técnicas de análise da configuração espacial do ambiente construído ou projetado. Foi concebida por Bill Hillier, Julienne Hanson e colegas na University College London ao final da década de 1970 e início da década de 1980 como uma ferramenta para auxiliar planejadores urbanos a simular os possíveis efeitos sociais de seus projetos.

## Tese
A ideia geral é de que espaços podem ser fragmentados em componentes, analisados como redes de escolhas, e então representados por mapas e gráficos que descrevem a conectividade e integração relativas desses espaços. Fundamenta-se em três concepções básicas de espaço:
- espaço axial (ideia popularizada por Bill Hillier, da University College London): um espaço ou caminho reduzido a uma ou mais retas.
- espaço convexo (popularizado por John Peponis e seus colaboradores, do Instituto de Tecnologia da Geórgia): um espaço vazio e ocupável dado por um polígono ou sólido convexo.
- isovista (popularizada por Michael Benedikt da Universidade do Texas): um polígono de visibilidade, ou o campo de visão de qualquer ponto.